# Don Johnson

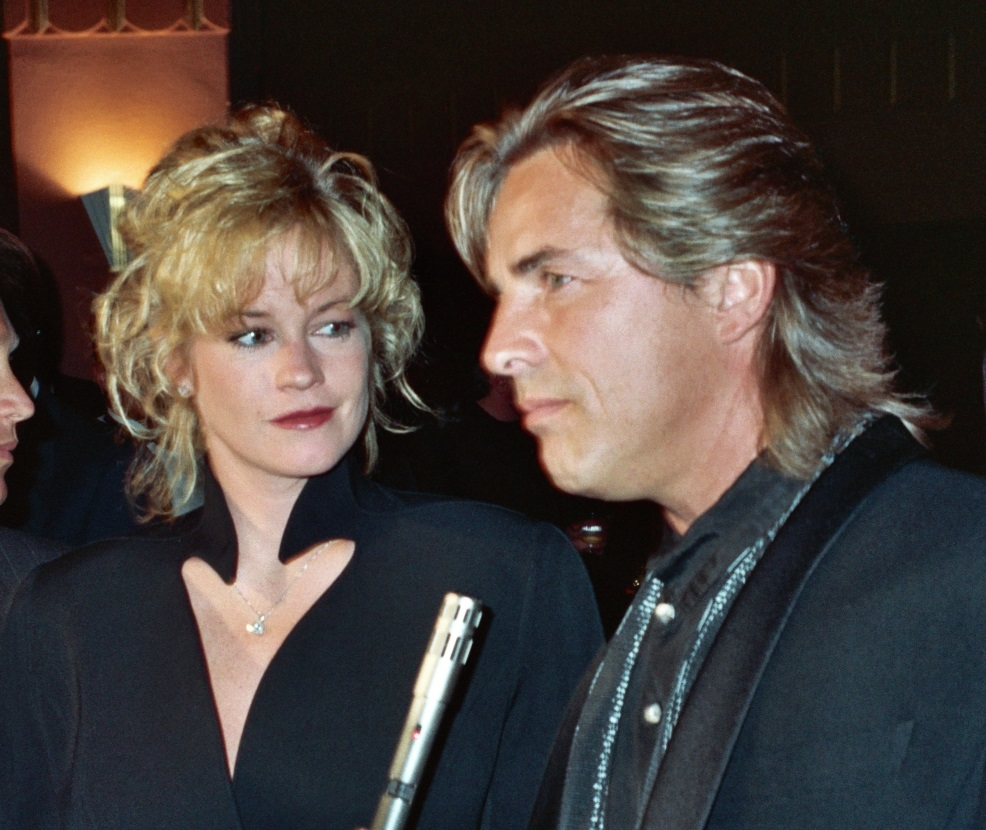
Don Johnson i Melanie Griffith (1990)

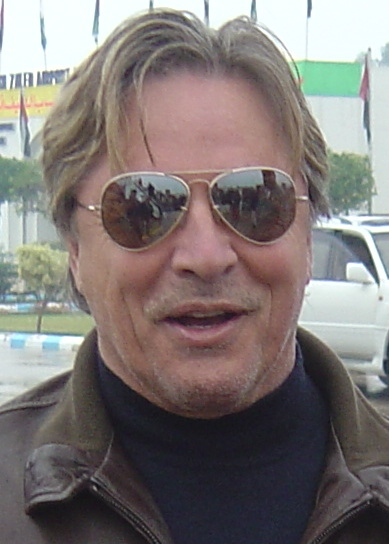
Don Johnson (2008)

Don Johnson, właściwie Donald Wayne Johnson (ur. 15 grudnia 1949 we Flat Creek) – amerykański aktor, producent filmowy, reżyser, autor tekstów piosenek i piosenkarz. 
Odtwórca roli detektywa Jamesa „Sonny’ego” Crocketta w serialu kryminalnym NBC Policjanci z Miami (Miami Vice, 1984–1989), za którą dostał Złoty Glob (1986) i był nominowany do nagrody Emmy (1985). Jego cover utworu „Heartbeat” zajął 5. miejsce na liście Hot 100 tygodnika „Billboard”.
26 lipca 1996 otrzymał własną gwiazdę w Alei Gwiazd w Los Angeles znajdującą się przy 7080 Hollywood Boulevard. 

## Życiorys

### Wczesne lata
Urodził się we Flat Creek w Missouri jako syn Nell (z domu Wilson), kosmetyczki, i Wayne’a Freda Johnsona, farmera. Jego rodzina była pochodzenia angielskiego, irlandzkiego, szkockiego i niemieckiego. Od piątego roku życia śpiewał w chórze kościelnym. Kiedy miał 12 lat jego rodzice rozwiedli się, a on zamieszkał z ojcem. W szkole średniej wybrał klasę dramatyczną i zagrał rolę Tony’ego w West Side Story. Uczęszczał do Wichita South High School, którą ukończył w 1967. Studiował na stypendium na Wydziale Teatralnym Uniwersytetu Kansas, ale porzucił studia po roku. Następnie przeniósł się do San Francisco i podjął studia w American Conservatory Theatre, gdzie w 1968 zadebiutował zawodowo w musicalu rockowym Your Own Thing, wzorowanym na Wieczorze Trzech Króli Williama Shakespeare’a. 

### Kariera
Na początku swojej kariery miał wziąć udział w pięciu pilotach serii dla NBC, ale wszystkie nie doszły do realizacji. W 1969 w Coronet Theatre przy La Cienega Boulevard w Los Angeles zagrał rolę naiwnego 17–letniego więźnia Smitty’ego w kontrowersyjnej sztuce Fortuna i męskie oczy, który wyreżyserował Sal Mineo. Spektakl zawierał realistyczną scenę gwałtu w męskim więzieniu i wywołał wiele dyskusji prasowych ze względu na tabu w sztuce, jakim był homoseksualizm. Zadebiutował na ekranie w roli początkującego filmowica Stanleya Sweethearta w dramacie Czarodziejski ogród Stanleya Sweethearta (The Magic Garden of Stanley Sweetheart, 1970) wg powieści Roberta Westbrooka, syna Sheilah Graham Westbrook. Potem wystąpił w westernie Zachariah (1971) z udziałem Dicka Van Pattena oraz dramacie Teda Posta Szkoła kochania (The Harrad Experiment, 1973) u boku Jamesa Whitmore, Tippi Hedren i Bruno Kirby. Na przesłuchaniu pokonał blisko 600 osób i dostał rolę nastoletniego Vica w postapokaliptycznym filmie science-fiction Chłopiec i jego pies (A Boy and His Dog, 1975). Dla ówcześnie nieznanego aktora w Hollywood film ten okazał się być przepustką do sławy. Przyszły propozycje do telewizyjnych produkcji. Był brany pod uwagę przez Universal jako odtwórca roli Michaela Knighta w serialu Nieustraszony (Knight Rider, 1982), jednak ostatecznie przegrał casting z Davidem Hasselhoffem. Wiele lat grywał w filmach wyprodukowanych na potrzeby telewizji. Nagrał trzy albumy: Heartbeat (1986), Let It Roll (1989) i The Essential (2003). Był na okładkach „Time”, „Life”, „People”, „Bravo”, „Ekran”, „Rolling Stone”, „L’Officiel Hommes”, „Interview” i „Film”.
Był producentem wykonawczym surrealistycznego muzycznego dramatu wojennego Bicie serca (Heartbeat, 1987), gdzie zagrał twórcę filmów dokumentalnych i komedii telewizyjnej NBC Życie na odwrocie (Life on the Flipside, 1988) z Frankiem Whaleyem. W 1993 założył firmę producencką, zajął się produkcją filmów i seriali, w tym ABC Szeryf (The Marshal, 1995) z Jeffem Faheyem, Nash Bridges (1996–2001), gdzie zagrał tytułową rolę policjanta, telewizyjnej ekranizacji powieści Nelsona DeMille’a – dramatu TNT Słowo honoru (Word of Honor, 2003), w którym wcielił się w postać porucznika Benjamina Tysona, który zostaje oskarżony, iż podczas wojny wietnamskiej dowodzony przez niego oddział 1 Dywizji Kawalerii wymordował z zimną krwią pacjentów i personel Szpitala Miłosierdzia pod Huế, Blood & Oil (2015), gdzie wystąpił jako Hap Briggs, sensacyjnego dramatu kryminalnego Sejf (Vault, 2019), w którym został obsadzony w roli gangstera Gerarda „Gerry’ego Francuza” Ouimette, oraz sitcomu NBC Kenan (2021–2022), gdzie grał Ricka Noble’a.
W styczniu 2007 Johnson wystąpił jako Nathan Detroit w produkcji Franka Loessera Faceci i laleczki na londyńskim West Endzie.
Johnson zajął się także prowadzeniem restauracji o nazwie Ana Mandara, która serwuje potrawy kuchni wietnamskiej. Jest również właścicielem wyspy Bamboo leżącej właśnie u wybrzeży Wietnamu.

## Życie prywatne
Jego dwa pierwsze małżeństwa (1968–1969, 1973) były anulowane. Potem był dwukrotnie mężem aktorki Melanie Griffith (od 8 stycznia do lipca 1976 i od 29 stycznia 1989 do lutego 1996), z którą ma córkę Dakotę (ur. 4 października 1989).
W 1980 spotykał się z Sally Adams, matką aktorki Nicollette Sheridan. W latach 1981–1988 był związany z aktorką Patti D’Arbanville, z którą ma syna Jesse Wayne’a (ur. 7 grudnia 1982). Spotykał się także z Barbrą Streisand (wrzesień 1988), Jodi Lyn O’Keefe (1995–1996), która grała jego córkę w serialu Nash Bridges.
29 kwietnia 1999 w San Francisco poślubił przedszkolankę Kelley Phleger, z którą ma córkę Atherton Grace (ur. 28 grudnia 1999) oraz dwóch synów – Jaspera Breckinridge (ur. 6 czerwca 2002) i Deacona (ur. 29 kwietnia 2006).

## Filmografia

### Aktor
- Good Morning... and Goodbye! (1967) jako Ray
- The Magic Garden of Stanley Sweetheart (1970) jako Stanley Sweetheart
- Zachariah (1971) jako Matthew
- Szkoła kochania (The Harrad Experiment, 1973) jako Stanley Cole
- Chłopiec i jego pies (A Boy and His Dog, 1975) jako Vic
- Return to Macon County (1975) jako Harley McKay
- Law of the Land (1976) jako Quirt
- The City (1977) jako sierżant Brian Scott
- Cover Girls (1977) jako Johnny Wilson
- First, You Cry (1978) jako Daniel Eatson
- W objęciach śmierci (Ski Lift to Death, 1978) jako Mike Sloan
- The Two-Five (1978) jako Charlie Morgan
- Katie: Portrait of a Centerfold (1978) jako Gunther
- The Rebels (1979) jako Judson Fletcher
- Tales of the Unexpected  (1979)
- Amateur Night at the Dixie Bar and Grill  (1979)
- Revenge of the Stepford Wives (1980) jako oficer Andy Brady
- Stąd do wieczności (From Here to Eternity, 1980) jako Jefferson 'Jeff' Davis Prewitt
- Beulah Land (1980) jako Bonard Davis
- Soggy Bottom, USA (1980) jako Jacob Gorch
- The Two Lives of Carol Letner (1981) jako Bob Howard
- Elvis i piękna królowa (Elvis and the Beauty Queen, 1981) jako Elvis Presley
- Melanie (1982) jako Carl
- Policjanci z Miami (Miami Vice, 1984–1989) jako detektyw James 'Sonny' Crockett (serial)
- G.I. Joe (1985–1986) jako Falcon/O2 Vincent R. Falcone (głos)
- Długie, gorące lato (The Long Hot Summer, 1985) jako Ben Quick
- Przerwać ogień (Cease Fire, 1985) jako Tim Murphy
- Bicie serca (Heartbeat, 1987) jako twórca filmów dokumentalnych
- Sweet Hearts Dance (1988) jako Wiley Boon
- Kula w łeb (Dead Bang, 1989) jako Jerry Beck
- The Hot Spot (1990) jako Harry Madox
- Raj odzyskany (Paradise, 1991) jako Ben Reed
- Harley Davidson i Marlboro Man (Harley Davidson and the Marlboro Man, 1991) jako Marlboro Man
- Urodzeni wczoraj (Born Yesterday, 1993) jako Paul Verrall
- Adwokat diabła (Guilty As Sin, 1993) jako David Greenhill
- Honor kawalerzysty (In Pursuit of Honor, 1995) jako sierżant Libbey
- Tin Cup (1996) jako David Simms
- Nash Bridges (1996-2001) jako Nash Bridges (serial)
- Goodbye Lover (1998) jako Ben Dunmore
- Dodge City (2003) jako Tommy Metro
- Słowo honoru (Word of Honor, 2003)
- Just Legal (2005) jako Grant Cooper
- Skok po marzenia (Moondance Aleksander (2007) jako Dante
- Pewnego razu w Rzymie (2010) jako tata Beth
- Machete (2010) jako Von
- Django Unchained (2012) jako Spencer Gordon Bennet
- Alex of Venice (2014) jako Roger
- Historia zemsty (Vengeance: A Love Story, 2017) jako adwokat Jay Kirkpatrick
- Pozycja obowiązkowa (Book Club, 2018) jako Arthur
- Na noże (Knives Out, 2019) jako Richard Drysdale
- Watchmen (2019) jako Judd Crawford (serial)
- Kenan (2021) jako Rick (serial)
- Rebel Ridge (2024) jako Sandy Burnne

### Reżyser
- Policjanci z Miami (Miami Vice, 1984–1989)
- Szeryf (The Marshal, 1995)

## Dyskografia

### Albumy
- 1986: Heartbeat (wyd. Epic Records)
- 1989: Let It Roll (wyd. Epic Records)
- 2003: The Essential (wyd. Sony Music Entertainment)

### Single
- 1986: „Heartbeat”
- 1986: „Heartache Away”
- 1987: „Voice on a Hotline”
- 1988: „Till I Loved You” (z Barbrą Streisand)
- 1989: „Tell It Like It Is”
- 1989: „Other People’s Lives”
- 1989: „A Better Place” (z Yuri)

## Nagrody
| Rok  | Nagroda                                     | Kategoria                              | Film                        |
| ---- | ------------------------------------------- | -------------------------------------- | --------------------------- |
| 1975 | Nagroda Saturn                              | Najlepszy aktor                        | Chłopiec i jego pies (1975) |
| 1986 | Złoty Glob                                  | Najlepszy aktor w serialu dramatycznym | Policjanci z Miami (1985)   |
| 1987 | Nagroda „Bravo”: Złota statuetka Bravo Otto | Najlepszy gwiazdor telewizyjny         | –                           |